# Mikuláš Adaukt Voigt

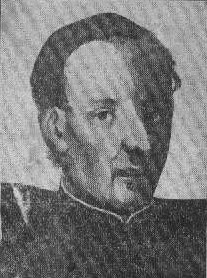
Mikuláš Adaukt Voigt (1733 - 1787)

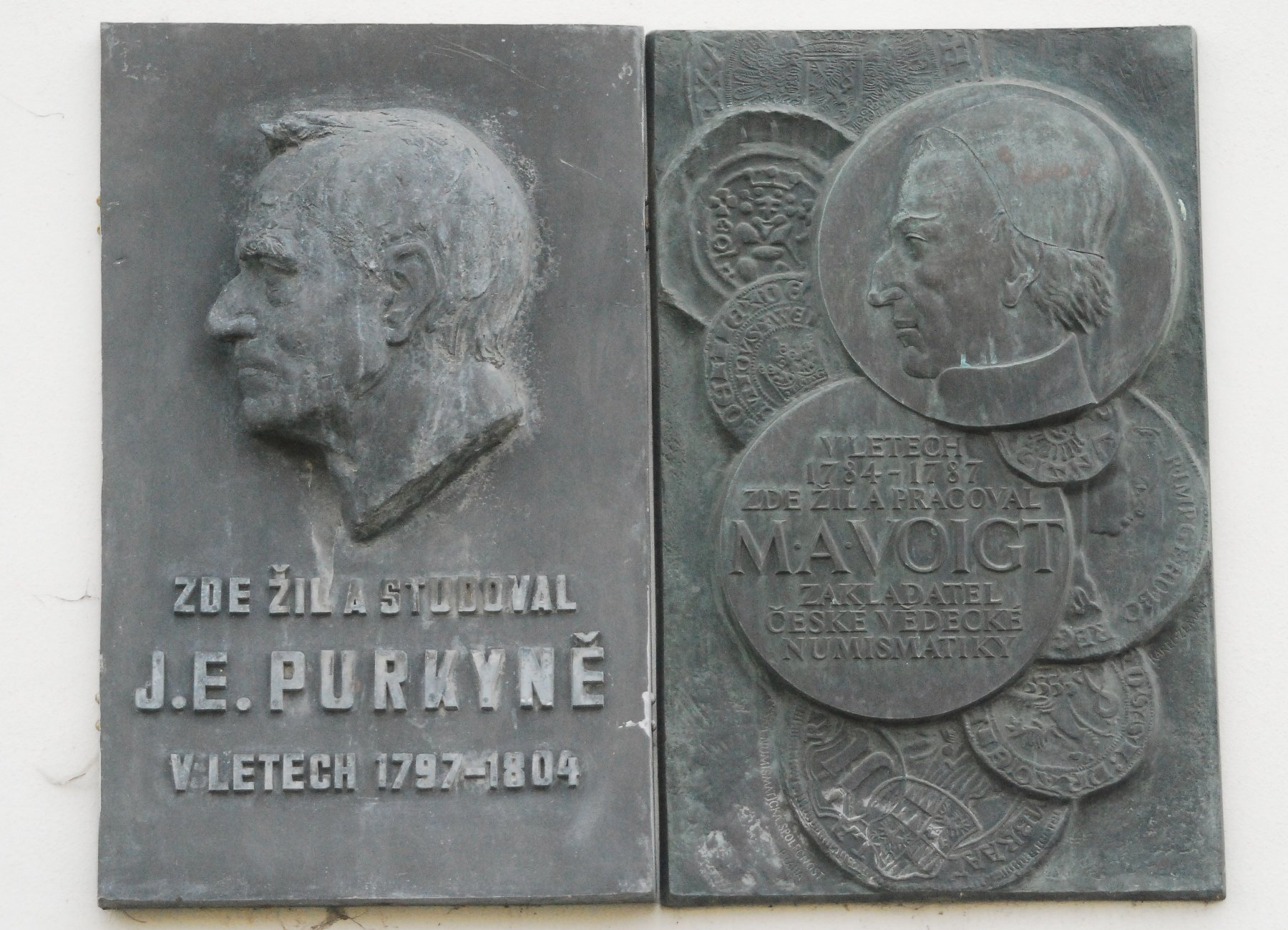
Pamětní deska v Mikulově

Mikuláš Adaukt Voigt, Sch.P. (14. května 1733 Litvínov – 18. října 1787 Mikulov) byl český historik německého původu, vlastenecký katolický kněz-buditel, osvícenský vědec, lingvista, slavista, literární historik, zakladatel české kritické numismatiky a vysokoškolský pedagog.

## Život
Po dokončení základního vzdělaní ve svém rodišti studoval na piaristickém gymnáziu
ve Slaném, kde se naučil česky, následně pak v Chomutově u jezuitů a v Litomyšli filozofii a teologii. V roce 1747 vstoupil do piaristického řádu (po přijetí obdržel řádové jméno Adauctus a Sancto Germano), v dalších letech se věnoval studiu teologie, církevního práva a klasických jazyků, na kněze byl vysvěcen roku 1758. Vyučoval latinu na řádových ústavech v Čechách a na Moravě,
poté působil jako kazatel v badenském katolicko-protestantském Kirchenbergu,
kde se seznámil s osvícenskými myšlenkami a poznal náboženskou snášenlivost.
Po návratu do vlasti (1761) učil na řádových kolejích v Ostrově (1762–1766), Slaném (1767–1769) a v Kosmonosích (1770). Zabýval se studiem historie, filozofie a literatury, od roku 1769 na příkaz představených také matematiky a experimentální fyziky.
V roce 1771 byl na vlastní žádost přeložen do Prahy, stal se vicerektorem pražské piaristické koleje a zproštěn některých řádových povinností, aby se mohl věnovat vědecké práci, zejména numismatice. Sblížil se s pražskou Soukromou společností nauk, postupně začalo vznikat jeho významné historické dílo, které již bylo ovlivněno novou kritickou metodou Gelasia Dobnera. Prováděl také katalogizaci numismatických sbírek u biskupa Valdštejna, věnoval se podmokelskému pokladu, vytvořil soupis „tehdy známých českých mincí“. Doprovodil textem a vydal knihu ilustrovanou Janem Jiřím Balzerem o českých vzdělancích a umělcích napříč dějinami. Řada jeho časopisecky publikovaných studií a statí se zabývala jazykovědnými otázkami (gramatika, lexikologie, etymologie), slavistickými tématy i obranou češtiny. V době svého pražského působení patřil k vůdčím osobnostem, které na počátku 70. let 18. století ovlivňovaly formující se novodobou českou vědu a významným způsobem vlastenecky přispěl k šíření myšlenky slovanské vzájemnosti jako prostředku proti německé rozpínavosti.
V letech 1777–1783 byl profesorem všeobecného dějepisu a dějin literatury na Vídeňské univerzitě, souběžně rovněž působil jako kustod mincovního oddělení tamní knihovny. Kvůli nesouhlasu s josefínskými reformami se stáhl do ústraní a v jihomoravském Mikulově se staral o ditrichštejnskou knihovnu.

## Zajímavost
Jméno Mikuláše Voigta bylo umístěno pod okny Národního muzea v Praze spolu s mnoha dalšími, viz Dvaasedmdesát jmen české historie.